# 경상북도개발공사
경상북도 개발공사(慶尙北道 開發公社)는 경상북도 지역의 균형 발전을 위해 설립된 공기업이다.

## 연혁
- 2021년
  - 03.09
    - 제9대 이재혁 사장 취임
- 2018년
  - 03.09
    - 제8대 안종록 사장 취임

  - 03.19
    - 석태용 상임감사 취임

  - 06.28
    - 조직개펀
    - 조직 : 사장, 상임감사, 전무이사, 2실, 4처, 2단 → 사장, 상임감사, 전무이사, 1실, 5처, 2단
    - 정원 : 108명 → 135명  
2017년

  - 12.19
    - 본사이전(경산 → 예천)  
2015년

  - 03.09
    - 제7대 배판덕 사장 취임

  - 12.03
    - 조직개편
    - 조직 : 사장, 상임 이사, 2실, 3본부, 1단, 10팀 → 사장, 전무이사, 2실, 4처, 2단
    - 정원 : 98명 → 108명  
2013년

  - 05.13
    - 조직개편
    - 사장, 이사, 1실, 2본부, 1단, 13팀 → 사장, 상임 이사, 2실. 3본부. 1단. 10팀
    - 정원 : 91명 → 98명  
2011년

  - 01.18제6대 김영재 사장 취임
  - 03.31자본금 증자 (2,334억 원 → 2,834억 원)  
2010년
  - 05.03자본금 증자(639억 원 → 2,334억 원)
  - 08.27
    - 조직개편
    - 조직 : 사장, 이사, 3본부, 1단, 13팀 → 사장, 이사, 1실, 2본부, 1단, 13팀
    - 정원 : 65명 → 91명  
2007년

  - 09.21
    - 조직개편
    - 조직 : 사장,이사,2본부,9팀 → 사장,이사,1실,1단,8팀
    - 정원 : 54명 → 65명(증 11명)  
2006년

  - 11.15제5대 윤태현 사장 취임  
2005년
  - 10.17
    - 조직개편(팀제 도입)
    - 조직 : 사장, 이사, 2본부, 6부 → 사장, 이사, 2본부, 9팀

  - 11.17
    - 공사 명칭 변경(경북개발공사 → 경상북도개발공사)  
2004년

  - 07.10
    - 조직개편(업무영역 확대)
    - 조직 : 사장, 2본부, 5팀 → 사장, 이사, 2본부, 9팀
    - 정원 : 41명 → 54명(증 13명)  
2003년

  - 09.03
    - 제4대 엄이웅 사장 취임

  - 10.31
    - 조직개편(업무영역 확대)
    - 조직 : 사장, 2본부, 5팀 → 사장, 2본부, 5팀
    - 정원 : 24명 → 41명(증 17명)  
2001년

  - 06.30 조직개편 조직:사장, 1이사, 1과, 2팀 → 사장, 1부, 1과, 2팀
  - 10.27 사옥 이전(대구시 → 경산시)
  - 12.23 자본금 증자(469억 원 → 639억 원)  
2000년
  - 07.24 제3대 최제동 사장 취임  
1998년
  - 12.19
    - 조직개편(구조조정)
    - 조직:사장 2, 2이사 4과 → 사장, 1이사, 1과, 2팀
    - 정원 : 26명 → 24명(감 2명)  
1997년

  - 01.06 경북개발공사 설치조례 공포
  - 02.01 경북개발공사 설립 인가(내무부 장관)
  - 06.30 설립등기
  - 07.01 설립(업무 개시) / 초대 박영언 사장 취임 / 자본금:469억 원 / 인력:26명 / 조직:사장, 2이사, 4과
  - 10.17 제2대 김정규 사장 취임

## 역도부
역도부를 운영하고 있다.